# École Officielle de Langues

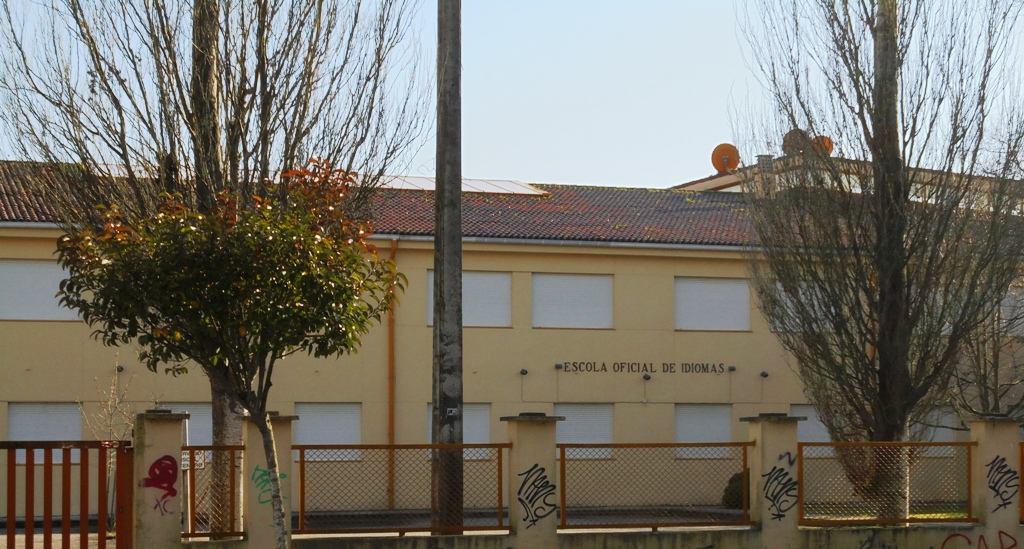
Façade de l'École Officielle de Langues de Pontevedra.

Les Écoles officielles de langues (en espagnol : Escuela Oficial de Idiomas, EOI) sont un réseau national d'écoles de langues financées par l'État en Espagne, que l'on trouve dans la plupart des villes importantes. Elles se consacrent à l'enseignement spécialisé des langues vivantes pour lesquelles il existe une demande importante (notamment l'anglais, le français, l'allemand, l'italien et le portugais), ainsi que des langues co-officielles en Espagne (galicien, basque, catalan, valencien) et de l'espagnol pour des étrangers dans certaines écoles.
Les EOI sont des établissements à la fois financés et gérés par les autorités éducatives régionales des différentes communautés autonomes d'Espagne, et elles sont encadrées dans le règlement spécial non universitaire.
Les écoles de toute l'Espagne délivrent des diplômes officiels du Ministère de l'Éducation et suivent dans leurs programmes les descripteurs du CECRL et dispensent des cours des niveaux A1 au B2 ou jusqu'aux niveaux C1 ou C2 (selon chaque EOI).

## Histoire
La première école a ouvert ses portes à Madrid en 1911 sous le nom d'Escuela Central de Idiomas, qui dès le départ comprenait l'anglais, le français et l'allemand dans son programme. Dans l'inscription de 1911 apparaissent les noms de plusieurs personnalités dont Maria de Maeztu Whitney, Claudio Sánchez-Albornoz et Carmen de Burgos. L'étude de la langue espagnole pour les étrangers et l'enseignement de l'arabe marocain sont introduits l'année suivante. Peu après, l'italien, le portugais et l'espéranto ont été ajoutés.
Cette première école était située dans une propriété ducale appartenant à la comtesse de Médine et Torres, au numéro 3 de la rue Cuesta de Santo Domingo.
Bien que l'école ait eu à peu près le même nombre d'étudiants et d'étudiantes dans ses premières années, après 1918 environ, le nombre de femmes inscrites a commencé à dépasser systématiquement celui des hommes.
Pendant la dictature de Primo de Rivera, l'école était rattachée à l'Université complutense de Madrid, et pendant la guerre civile, les cours ont été suspendus. En 1957, l'introduction de cours de langue russe dans l'école a eu lieu.
Le nouveau régime d'enseignement en candidat libre a été introduit en 1960, ce qui signifie que les étudiants ne devaient plus commencer par la classe des débutants, mais avaient plutôt la possibilité de prouver leurs connaissances préexistantes afin d'accéder immédiatement à des classes d'un niveau de compétence plus élevé. Cette mesure a contribué à une nouvelle augmentation du nombre d'étudiants, le nombre d'enseignants ayant plus que doublé en 1964.
En raison de la forte demande, trois nouvelles écoles à Barcelone, Valence et Bilbao ont été créées en septembre 1964. Elles ont été ouvertes respectivement de 1966 à 1971. Ces écoles étaient toutes appelées Escuelas Oficiales de Idiomas, marquant ainsi la date de naissance du réseau national EOI.
En 1965, le chinois a été introduit. En 1968, quatre autres écoles ont été créées à Alicante, La Corogne, Malaga et Saragosse. À partir des années 1970, d'autres langues d'Espagne ont été ajoutées, telles que le galicien, le catalan, le valencien et le basque. En 1982, quatre autres écoles sont créées à Burgos, Ciudad Real, Murcie et Salamanque, portant à douze le nombre total d'établissements.
Après le rétablissement de la démocratie en 1978, la direction des "EOI" individuelles a été transférée aux différents départements de l'éducation de leurs communautés autonomes respectives, qui ont élargi et développé le service en fonction de leurs différents besoins et politiques régionaux. Le réseau s'est considérablement développé au cours des décennies suivantes et, à partir de 2020, il se compose de plus de 300 Escuelas Oficiales de Idiomas et Aulas adscritas (antennes).

## Nombre d'EOI

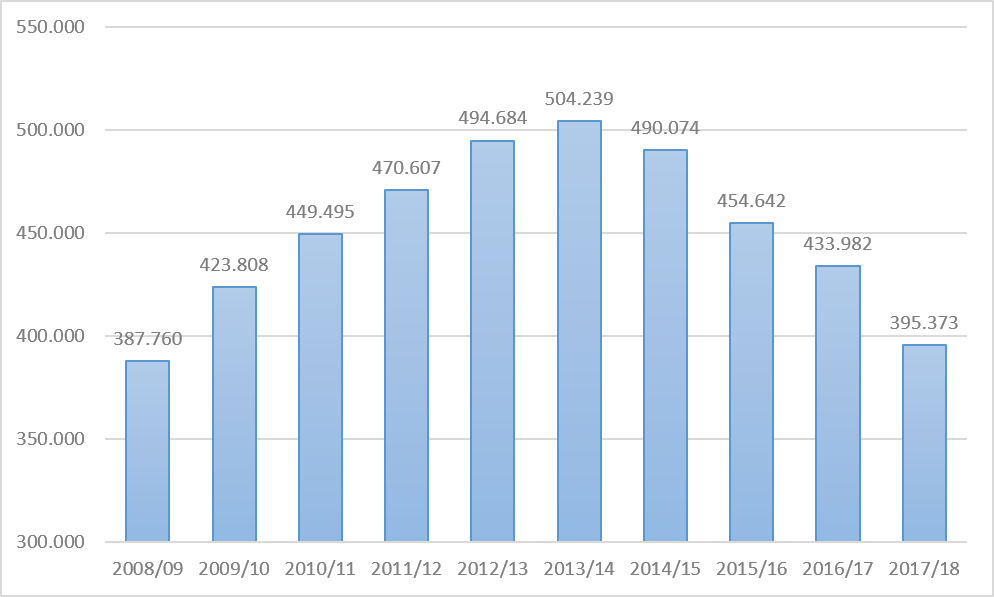
Évolution du nombre d'étudiants dans les EOI espagnoles de l'année scolaire 2008/09 à l'année 2017/18.

Les écoles dépendent de chaque Communauté Autonome. Le nombre d'écoles dans chaque communauté en 2020 est le suivant:
- Andalousie (52) [12],[13]
- Aragon (12) [14]
- Asturies (8) [15]
- Cantabrie (3) [16]
- Castille-La Manche (13 avec 4 antennes) [17]
- Castille et León (14) [18]
- Catalogne (45) [19]
- Ceuta et Melilla (1 chacune) [20],[21]
- Estrémadure (9) [22]
- Galice (11) [23]
- Madrid (30 avec 5 antennes) [24]
- Murcie (5 avec 3 antennes) [25]
- Navarre (3) [26]
- Valence (24) [27]
- Îles Baléares (6 avec 3 antennes) [28]
- Îles Canaries (22) [29]
- Pays basque (15) [30]
- La Rioja (3 avec 4 antennes) [31]

## Inscription
La condition préalable pour s'inscrire dans une EOI est d'avoir terminé le premier des deux cycles de l'enseignement secondaire en Espagne ou l'équivalent à l'étranger. L'Espagne est le seul pays de l'Union européenne à proposer ce type d'enseignement public et à délivrer des diplômes officiels.

## Langues
Les 22 langues  proposées dans les écoles officielles de langues varient selon la taille de l'école. Celle qui offre le plus de langues est l'EOI Jesús Maestro de Madrid, qui en propose 22 au total. De nombreuses petites écoles officielles de langues espagnoles ne proposent que des cours en anglais, français et allemand, bien que l'italien et le portugais soient également fréquemment proposés dans d'autres. Les langues régionales comme le galicien, le basque ou le catalan ne sont généralement enseignées que dans les écoles de leurs communautés autonomes respectives.
- allemand
- anglais (nord-américain et britannique)
- arabe
- basque
- catalan
- chinois
- coréen
- danois
- espagnol pour étrangers
- finlandais
- français
- galicien
- grec
- hongrois
- irlandais
- italien
- japonais
- néerlandais
- polonais
- portugais
- roumain
- russe
- suédois

Certaines EOI proposent également des cours d'été et des programmes spécialisés dans la traduction, la rédaction, les affaires ou le droit.